# Engelhornhütte
Die Engelhornhütte ist eine Alpenhütte des Akademischen Alpenclubs Bern im Kanton Bern in der Schweiz. Sie ist von Rosenlaui aus in 1½ Stunden erreichbar.
Heute machen die Gäste, die von Rosenlaui aus die Hütte auf einen Tagesausflug besuchen, mehr als ein Drittel der Besucher aus. Die übrigen suchen die Hütte auf, weil sie das Gebiet der Engelhörner fürs Klettern nutzen; das Gebiet gilt als Kletterparadies.